# Station Rise
Station Rise is een spoorwegstation in het dorp Rise in de gemeente Arendal in het zuiden van Noorwegen. Het station is gelegen aan Arendalsbanen. In het verleden was het een bescheiden knooppunt toen ook de inmiddels gesloten Grimstadbanen het station aandeed. Grimstadbanen werd echter al in 1961 gesloten.